# Cramoisy
Cramoisy – miejscowość i gmina we Francji, w regionie Hauts-de-France, w departamencie Oise.
Według danych na rok 1990 gminę zamieszkiwały 654 osoby, a gęstość zaludnienia wynosiła 104 osoby/km² (wśród 2293 gmin Pikardii Cramoisy plasuje się na 429. miejscu pod względem liczby ludności, natomiast pod względem powierzchni na miejscu 755.).